# Ню-джаз
Ню-джаз (англ. Nu jazz), также известный как джазтроника (англ. Jazztronica) — музыка, соединяющая джазовые элементы с другими стилями, такими как фанк, соул, разные стили электронной музыки и импровизацией. Термин появился в конце 1990-х годов, хотя сам музыкальный стиль стал оформляться раньше.
Музыка в стиле ню-джаз варьирует от комбинирования «живых» инструментов с хаусовыми битами (St. Germain, Jazzanova, Fila Brazillia) до совмещения миниоркестровой джазовой импровизации с электронной музыкой (The Cinematic Orchestra, PhusionCulture, Kobol, норвежский future jazz Бугге Вессельтофта, Jaga Jazzist и др.). Нюджазовая музыка обычно включает больше электронных элементов, чем её «родственник» эйсид-джаз, который ближе к фанковым, соул и ритм-энд-блюз корням.
Множество нюджазовых музыкантов записываются на лейбле Thirsty Ear, в том числе Уильям Паркер, Antipop Consortium, Meat Beat Manifesto, Sex Mob и др. Другим лейблом, выпускающим много музыки в стиле ню-джаз, является Ninja Tune с такими именами, как The Cinematic Orchestra, Funki Porcini, The Herbalizer, Jaga Jazzist, The Prince Karma.